# Pepila brittoni
Pepila brittoni es una especie de insecto coleóptero de la familia Chrysomelidae. Fue descrita científicamente en 2003 por Biondi & D'Alessandro.